# Трейсі Кейт-Матчітт
Трейсі Кейт-Матчітт (англ. Tracy Keith-Matchitt, 30 березня 1990) — новозеландська плавчиня.
Учасниця Олімпійських Ігор 2016 року.